# Ligne C5 du trolleybus de Lyon
La ligne C5 du trolleybus de Lyon est une ligne de bus à haut niveau de service (BHNS) du réseau TCL, exploitée par Keolis Lyon et mise en service le 29 août 2011.
Cette ligne de bus, presque intégralement en site propre, est destinée à faciliter les déplacements entre le centre de Lyon et le plateau nord. Pour ce faire, elle relie Jean Macé à la commune de Rillieux-la-Pape en remplacement de l'ancienne ligne de bus 58 et dessert vingt-huit stations sur près de quatorze kilomètres. Elle fait partie des vingt-six lignes majeures désignées sous la lettre « C » et qui composent les lignes principales du réseau routier de surface des TCL.

## Historique

### De la ligne 58...
Le 1er janvier 1974, la ligne 58 est créée entre le Pont de la Guillotière et les villes de Sathonay-Camp et Rillieux-la-Pape sur le Plateau nord. La ligne est alors exploitée par des PR 100.
La ligne est prolongée jusqu'à Bellecour - Antonin Poncet en 1991.
En 2003, les PR100 laissent leur place aux Citelis Line € 3. L'insertion des Citelis 18 (encore présents sur le réseau) s'est effectuée en 2006.
Jusqu'en 2006, la ligne 58 passe par le quartier de Saint-Clair à Caluire-et-Cuire avant la construction du site propre de la Cité Internationale de l'autre côté du Rhône, qu'elle partage avec les lignes C1 et C4.

### ... à la ligne C5
Le 28 août 2011, le réseau TCL reconfigure les numéros des lignes. De cet effet, la ligne 58 devient la ligne C5. À cette date, la desserte de Sathonay-Camp est abandonnée, et la branche de Vancia est alors créée.
Le 10 juin 2016, à l'occasion de l'Euro de Football 2016, la ligne est limitée aux Cordeliers. Depuis ce jour, la desserte de Bellecour est alors abandonnée, Cordeliers devient le terminus officiel.
Le 23 juin 2025, le tracé de la ligne C5 est modifié. Au nord, elle abandonne la desserte de Vancia et la branche des Semailles ets prolongée jusqu'au nouveau quartier de l'Ostérode. Au sud, la ligne ne dessert plus les arrêts de Cordeliers, Hôtel de Ville - Louis Pradel, Pont de Lattre - Rive Droite et Pont Churchill - Rive Droite pour reprendre l'itinéraire entier de la ligne C4 de Cité Internationale jusqu'à Jean Macé. La ligne C5 relie désormais Rillieux-Semailles à Jean Macé.

## Futur
A partir de fin 2025, l'électrification de la ligne et l'arrivée des nouveaux trolleybus articulés lighTram 19DC du constructeur Hess.

## Tracé et stations

### Tracé
La ligne C5 relie, depuis le 29 août 2011, la station Jean Macé à la station Rillieux - Semailles en traversant Lyon, Caluire-et-Cuire et Rillieux-la-Pape, en desservant vingt-huit stations pour une longueur totale de 13,8 km. Grâce à son tracé, la ligne C5 relie Rillieux-la-Pape au centre-ville de Lyon en un peu plus d'une demi-heure en offrant des correspondances avec la ligne A du métro et la ligne B du métro.

### Itinéraire
La ligne part de la place Jean Macé, dans le 7ème arrondissement de Lyon. Elle rejoint ensuite l'Avenue du Maréchal de Saxe sur toute son intégralité. Arrivée dans le 6ème arrondissement, elle rejoins brièvement l'Avenue de Grande-Bretagne avant de gagner  l'entrée principale du Parc de la Tête-d'Or pour rejoindre le site propre de la Cité Internationale, partagé avec les lignes C1 et C4 entre le Parc de la Tête d'Or et le quartier moderne de la Cité Internationale. A la fin du site propre, elle rejoint le pont Poincaré en commun avec les lignes C1 et C2. Après le pont, elle emprunte la route de Strasbourg qui va mener à la ville nouvelle de Rillieux-la-Pape. Contrairement à la ligne C2 qui emprunte l'avenue de l'Europe, la ligne C5 dessert le quartier de la Velette par l'avenue Général-Leclerc, avant de rejoindre l'avenue de l'Europe. Elle effectue son terminus devant le lycée Albert Camus de Rillieux la Pape, dans le quartier des Semailles. 

### Sites propre et voies réservées
La ligne ne circule pas intégralement en site propre mais utilise surtout des voies de bus voire circule au milieu de la circulation générale. Les sites propres de la ligne sont les suivants :
- le site propre de la Cité internationale, aussi utilisé par les lignes C1 et C4 ;
- le site propre de la Route de Strasbourg, en construction en 2024;
- le site propre de "la Folie", en direction de Cordeliers uniquement.

Des couloirs de bus sont principalement présents le long de l'Avenue du Maréchal de Saxe, mais aussi à Rillieux-la-Pape.

## Exploitation

### Présentation
La ligne C5 est exploitée par Keolis Lyon délégataire du réseau TCL. Elle fonctionne entre 4 h 45 (6 h 25 les dimanches et jours de fête) et 0 h 58, tous les jours sur la totalité du parcours.
La création de la ligne C5 s’inscrit dans un projet global d’amélioration de l’offre de transports dans le nord de la métropole. Elle a donc pour objectif de mieux répondre aux attentes de la population habitant ou travaillant dans ces communes en favorisant l’utilisation des transports en commun, de développer une liaison efficace entre Caluire-et-Cuire et Rillieux-la-Pape, soit environ 80 000 habitants, au centre de Lyon.

### Temps de parcours et fréquences
Les bus relient Jean Macé à Rillieux - Semailles ou Vancia en une trentaine de minutes. Il y a, en semaine, un bus toutes les neuf minutes aux heures de pointe et toutes les onze minutes aux heures creuses, le samedi à raison d'un bus toutes les quinze à vingt minutes le matin, toutes les dix minutes l'après-midi, les dimanches et fêtes à raison d'un bus toutes les vingt à trente minutes le matin, toutes les quinze minutes l'après-midi et un toutes les quinze à trente minutes tous les soirs pour un temps de trajet de 33 minutes, grâce à l'instauration de la priorité aux feux tricolores sur la presque totalité de la ligne.

### Matériel roulant
La ligne est équipée de bus articulés, Citelis 18 et Urbanway 18. Aujourd'hui, la ligne est gérée par l'Unité de Transport Nord (UTN).

### Tarification et financement
La tarification est identique sur l'ensemble du réseau TCL, et est accessible avec l'ensemble des tickets et abonnements existants. Un ticket unité permet un trajet simple quelle que soit la distance, avec une ou plusieurs correspondances possibles avec les autres lignes de bus, tramway, funiculaire et de métro pendant une durée maximale de 1 h entre la première et dernière validation. Un ticket validé dans un trolleybus permet d'emprunter l'ensemble du réseau, quel que soit le mode de transport. Le trajet retour est autorisé avec le même ticket depuis le 1er janvier 2013 dans la limite d'une heure après sa première validation.
Le financement du fonctionnement des lignes (entretien, matériel et charges de personnel) est assuré par l'exploitant Keolis Lyon. Cependant, les tarifs des billets et abonnements dont le montant est limité par décision politique ne couvrent pas les frais réels de transport. Le manque à gagner est compensé par l'autorité organisatrice, SYTRAL Mobilités. Il définit les conditions générales d'exploitation ainsi que la durée et la fréquence des services.